# Georg Ruge
Georg Hermann Ruge (ur. 19 czerwca 1852 w Berlinie, zm. 21 stycznia 1919 w Zurychu) – niemiecki anatom.
Brat ginekologa Carla Ruge (1846-1926). W 1875 ukończył studia medyczne na Uniwersytecie w Berlinie. Następnie został asystentem Karla Gegenbaura na Uniwersytecie w Heidelbergu. W 1888 Ruge został profesorem anatomii na Uniwersytecie w Amsterdamie. W 1897 przeniósł się na katedrę Uniwersytetu w Zurychu.
Zajmował się przede wszystkim anatomią porównawczą naczelnych.

## Wybrane prace
- Beiträge zum Wachsthum des menschlichen Unterkiefers. Gustav Lange, 1875
- Untersuchung über Entwicklungsvorgänge am Brustbeine und an der Sternoclavicularverbindung des Menschen (1880)
- Eintheilung der Gesichtsmuskulatur
- Untersuchungen über die Gesichtsmuskulatur der Primaten. W. Engelmann, 1887
- Der Verkürzungsprocess am Rumpfe von Halbaffen. Engelmann, 1892
- Beiträge zur Kenntniss der Vegetationsorgane der Lebermoose. Druck von V. Höfling, 1893
- Über die peripherischen Gebilde des N. facialis bei Wirbelthieren
- Leitfaden für Präparirübungen
- Anleitungen zu den Präparierübungen an der menschlichen Leiche. Wilhelm Engelmann, 1903
- Vom Bau des menschlichen Körpers. Schulthess & C., 1914
- Haarrichtungslinien im Bereiche des Mammarapparates bei menschlichen Embryonen. S. Karger, 1918